# مفرح عسيري
دربحه (مفرح عسيري): مسيرة ناجحة في عالم اليوتيوب والبثوث
مقدمة
دربحه، أو كما يُعرف باسمه الحقيقي مفرح عسيري، هو أحد أشهر الشخصيات في مجال البثوث المباشرة عبر الإنترنت والمنصات الاجتماعية، خاصة على موقع اليوتيوب. اشتهر بكونه أحد رواد الإعلام الرقمي في المملكة العربية السعودية والعالم العربي. بدأ مسيرته في هذا المجال منذ سنوات قليلة، ونجح في أن يكون له تأثير واسع من خلال محتواه المتنوع والبثوث الحية التي يقدمها لجمهوره.
البداية في عالم اليوتيوب
بدأ مفرح عسيري أو دربحه مشواره في مجال البث المباشر في عالم اليوتيوب من خلال قناته الشخصية، حيث كان ينشر فيديوهات تتعلق بالالعاب والترفيه والقصص، مما جذب له جمهورًا واسعًا من المتابعين المهتمين بهذا النوع من المحتوى. سرعان ما لفت الانتباه بأسلوبه المميز في تقديم الفيديوهات، مما دفعه للاستمرار في تقديم محتوى موجه للمتابعين في مختلف المجالات. لم تكن البداية سهلة، حيث عمل دربحه على بناء قاعدته الجماهيرية خطوة بخطوة، معتمداً على تفاعل مستمر مع متابعيه عبر البثوث المباشرة.
الانتقال إلى البثوث المباشرة
على الرغم من أن دربحه "مفرح عسيري" بدأ في نشر الفيديوهات المسجلة، إلا أنه كان يرى أن البثوث المباشرة هي الأسلوب الأمثل للتفاعل مع الجمهور بشكل أكثر حيوية وواقعية. ولذلك، بدأ يقدم بثوثًا مباشرة على منصات مثل اليوتيوب ومنصة تويتش، حيث يتيح لمتابعيه التفاعل معه مباشرةً، ومشاركة آرائهم وملاحظاتهم.
خلال البثوث، كان يقدّم مجموعة متنوعة من المواضيع مثل:
```
• قراند الحياة الواقعية : حيث يتمكن متابعوه من مناقشة الأحداث معه  في الوقت الفعلي.
• القصص الماضي لدربحه: كانت إحدى الأنواع المميزة التي قدمها دربحه، حيث يتناول مواضيع خفيفة، في إطار فكاهي، لجذب الجمهور بشكل أكبر.
• التحديات والتجارب والمقالب: حيث يشارك في بعض التحديات والمشاريع التي تشارك فيها شخصيات عامة، مما يضفي طابعًا تفاعليًا وتنافسيًا في المحتوى.
```

الإنجازات والنجاحات
•انظم إلى فريق فالكونز في عام 2024
•حاصل على جائزه افضل ستريمر لعام 2024 المقدمه من التحاد السعودي
والاول على العالم في برنامج البثوث kick لثلاثة 
أشهر متتالية 
أسس سيرفر ريسبكت للحياة الواقعية وأصبح من ألاكبر في الوطن العربي والعالم وأصبح لديه كاتقوري خاص في أكثر من 200kمتابع وأكثر من 500kمتابع لسيرفر ريسبكت في جميع المنصات 
ودربحه على الرغم من أن مسيرته على اليوتيوب بدأت منذ 2017، إلا أن مفرح عسيري استطاع أن يحقق نجاحًا كبيرًا بفضل أسلوبه الفريد في التعامل مع جمهوره، مما أكسبه شهرة واسعة على مستوى المملكة العربية السعودية والعالم العربي.
من أبرز إنجازاته:
```
• نمو كبير في عدد المشتركين: قناته على اليوتيوب حققت تطورًا سريعًا في عدد المشتركين والمشاهدات، حيث تجاوزت أعداد المتابعين 6 مليون مشترك في جميع قنواته.
• التفاعل القوي مع الجمهور: استطاع أن يحافظ على تفاعل مستمر مع متابعيه من خلال الرد على تعليقاتهم، ومشاركة مقاطع قصيرة وفيديوهات تتعلق بآرائه في الأحداث الحية.
• الظهور في فعاليات كبيرة: سواء كانت فعاليات العاب  أو ترفيهية، أصبح دربحه  من الوجوه البارزة في البث المباشر لهذه الفعاليات، مما أضاف إلى شهرته بشكل كبير.
• البثوث الخاصة: بالإضافة إلى المحتوى اليومي، كان يقدم بثوثًا حية في ، مثل كاس العالم للرياضات الالكترونيه أو بعد تحقيق إنجاز رياضي  او العاب خاصه ، مما جعله شخصية محورية في هذا النوع من الستريم
```

التحديات التي واجهها
كما هو الحال مع أي مسيرة يوتيوبر وستريمر ، واجه مفرح عسيري بعض التحديات، أبرزها:
```
• التنافس الكبير في مجال البثوث: مع وجود عدد كبير من المبدعين في نفس المجال، كان عليه بذل جهد أكبر للتفوق واستقطاب المتابعين.
• التوازن بين الحياة الشخصية والمهنية: بسبب كثرة البثوث الحية والتفاعل مع الجمهور، كان دربحه في بعض الأحيان يجد صعوبة في التوازن بين البثوث واليوتيوب وحياته الخاصة.
```

المستقبل والتطورات الحالية
اليوم، يُعد "دربحه" مفرح عسيري واحدًا من أبرز الشخصيات في مجال اليوتيوب والبثوث المباشرة في السعودية والعالم العربي. يتوقع له العديد من المتابعين استمرار النجاح والتطور، لا سيما مع التطورات التكنولوجية المستمرة وانتشار منصات البث الحي عبر الإنترنت.
كما يخطط لتوسيع نطاق محتواه ليشمل مجالات جديدة مثل:
```
•لتأسيس نادي في الكينق ليقز (دوري الملوك) : والتي يمكن أن تكون مصدرًا مفيدًا لتمثيل  المجتمع السعودي.
• التعاون مع العلامات التجارية الكبرى: التي يمكن أن تعزز من مسيرته المهنية، وتجعل له حضورًا أوسع في اليوتيوب العربي
```

مصادر ومراجع
للمزيد من المتابعة حول محتوى "دربحه"مفرح عسيري على اليوتيوب، يمكنك زيارة القناة الرسمية له 
```
• دربحه
```

بني دربحه
أو متابعته عبر منصات التواصل الاجتماعي مثل:
```
• x :@drb7h1
```

Instagram:@drb7h
خاتمة
إن مسيرة مفرح عسيري، أو دربحه، هي مثال على النجاح في الإعلام الرقمي في العصر الحديث. من خلال تقديم محتوى مميز وتفاعل مستمر مع جمهور متنوع، أثبت نفسه كأحد أبرز الأسماء في عالم البثوث المباشرة واليوتيوب